# کوئنتین وستبرگ
کوئنتین وستبرگ (انگلیسی: Quentin Westberg؛ زادهٔ ۲۵ آوریل ۱۹۸۶) بازیکن فوتبال اهل فرانسه است.
از باشگاه‌هایی که در آن بازی کرده‌است می‌توان به باشگاه فوتبال تروا اشاره کرد.
وی همچنین در تیم‌های ملی فوتبال United States men's national under-17 soccer team, United States men's national under-20 soccer team، و United States men's national under-23 soccer team بازی کرده‌است.